# Municipio de Buchanan (condado de Sullivan)
El municipio de Buchanan (en inglés: Buchanan Township) es un municipio ubicado en el condado de Sullivan en el estado estadounidense de Misuri. En el año 2010 tenía una población de 174 habitantes y una densidad poblacional de 1,24 personas por km².

## Geografía
El municipio de Buchanan se encuentra ubicado en las coordenadas 40°21′6″N 92°55′40″O / 40.35167, -92.92778. Según la Oficina del Censo de los Estados Unidos, el municipio tiene una superficie total de 140.48 km², de la cual 140,25 km² corresponden a tierra firme y (0,16 %) 0,23 km² es agua.

## Demografía
Según el censo de 2010, había 174 personas residiendo en el municipio de Buchanan. La densidad de población era de 1,24 hab./km². De los 174 habitantes, el municipio de Buchanan estaba compuesto por el 95,98 % blancos, el 0,57 % eran afroamericanos, el 1,15 % eran amerindios, el 0,57 % eran de otras razas y el 1,72 % eran de una mezcla de razas. Del total de la población el 0,57 % eran hispanos o latinos de cualquier raza.